# Thorleif Lund
Thorleif Brinck Lund (7. juni 1880 – 30. juni 1956) var en norsk skuespiller.
Han scenedebuterede på Nationaltheatret i Oslo i 1905. I sammen sæson optrådte han også på Centralteatret i Oslo. Derefter på Den Nationale Scene i Bergen (1908-1913). Han filmdebuterede i 1912 i filmen Skibsrotten hos det Skandinavisk-Russisk Handelshus i København, hvor han medvirkede i en række film, før han senere i 1914 kom til Nordisk Film, hvor han de næste tre år spillede med i omkring 35 film. I september 1917 tvang de forværrede økonomiske omstændigheder i 1. verdenskrig Nordisk Film til at opsige kontrakten med 50 skuespillere, heriblandt Thorleif Lund. Sammen år tog han med sin kone Ebba Thomsen og andre tidligere Nordisk Film skuespillere, Philip Bech, Alma Hinding, Birger von Cotta-Schønberg på en teaterturne i Norge og Sverige, men uden større succes. I 1923 indspillede han sin sidste film, Republikaneren hos Olaf Fønss i Astra Film. Efter filmkarrieren var han bl.a. reklamechef hos Magasin du Nord.
Thorleif Lund var gift to gange: første gang den 7. oktober 1908 med malerinden Janna Lange Kielland Holm og i 1915 med skuespillerinden Ebba Thomsen. Han døde den 30. juni 1956 og ligger begravet på Gentofte Kirkegård.

## Filmografi

### Som skuespiller
| - Skibsrotten (som linedanseren Laurentio, 1912) - De Dødes Ø (som gamle Baucis, gartner; instruktør Vilhelm Glückstadt, 1913) - Den sorte Bande (som Joe Jackson; ubekendt instruktør, 1913) - Guldhornene (som frieren; instruktør Kay van der Aa Kühle, 1914) - En Sømandsbrud (som John Carter; ubekendt instruktør, 1914) - Zigeuneren Raphael (som Baron Wilhjelm, Saras mand; ubekendt instruktør, 1914) - Mit Fædreland, min Kærlighed (som general Staaf, øverstkommanderende; instruktør Robert Dinesen, 1915) - En Skæbne (som Henri Wilcott, retsassessor; instruktør Robert Dinesen, 1915) - Om Kap med Døden (som Rassow, Kobels ven og nabo; instruktør Robert Dinesen, 1915) - I Farens Stund (som Otto Hedenwall, skuespiller; instruktør Robert Dinesen, 1915) - Kvinden han frelste (som Raoul, kaldet Muldvarpen; instruktør Robert Dinesen, 1915) - Det evige Had (som fabrikant Thingberg; instruktør Hjalmar Davidsen, 1915) - Verdens Undergang (som minearbejder Flint; instruktør August Blom, 1916) - Rovedderkoppen (som Einar Falkenberg, grosserer; instruktør August Blom, 1916) - Naar Hjerterne kalder (som Dr. Lützen, øjenlæge; instruktør Hjalmar Davidsen, 1916) - For sin Dreng (som James Morton, bankier; instruktør Robert Dinesen, instruktør Alexander Christian, 1916) - Kornspekulantens Forbrydelse (som von Zahn, medlem af korntrusten; instruktør Robert Dinesen, 1916) - Giftpilen (som Tom Graham, oberst; instruktør August Blom, 1916) - Blandt Samfundets Fjender (som Tom Ashley, Irenes hjælper; instruktør Robert Dinesen, 1916) - Sønnen (instruktør August Blom, 1916) - Maharadjahens Yndlingshustru I (som oberst von Langen; instruktør Robert Dinesen, 1917) | - Fjeldpigen (som James Wallery, Georges' bror; instruktør Eduard Schnedler-Sørensen, 1917) - Den mystiske Selskabsdame (som direktør von Spangen; instruktør August Blom, 1917) - Synd skal sones (som Garzow, generaldirektør; instruktør Alexander Christian, 1917) - Naar Hjertet sælges (som konsul Jacob Ziegler, tømmereksportør; instruktør Martinius Nielsen, 1917) - Kriminalgaaden i Kingosgade (som Otto Krause; instruktør Hjalmar Davidsen, 1917) - Krigens Fjende (som Daniel Horn, Dr. med., Elisas fætter; instruktør Holger-Madsen, 1917) - Pengenes Magt (som etatsraad Holm; instruktør Hjalmar Davidsen, 1917) - Favoriten (som Jean de Beaufort; instruktør Robert Dinesen, 1917) - Brændte Vinger (som Norris, børnehjemsforstander; instruktør Emanuel Gregers, 1917) - Sfinxens Hemmelighed (som mr. Lawson, amerikansk millionær; instruktør Robert Dinesen, 1918) - Den grønne Bille (som Horne, toldembedsmand og direktør; instruktør Martinius Nielsen, 1918) - Blomsterpigens Hævn (som Kurt Birger, cand. jur; instruktør Hjalmar Davidsen, 1918) - Lykketyven (som Godsejer Rolf Hasting + John Brooke; instruktør Martinius Nielsen, 1918) - Dykkerklokkens Hemmelighed (som professor Roxroy, geolog; instruktør George Schnéevoigt, 1918) - De skraa Brædder (som Viggo Reyner, teaterdirektør; instruktør Robert Dinesen, 1918) - Lykkens Budbringer (som kaptajn, ingeniør Hugo Falck; instruktør Alexander Christian, 1918) - For sit Lands Ære (som Orric von Zeuthen, bankier; instruktør August Blom, 1918) - En Fare for Samfundet (som Professor Jung; instruktør Robert Dinesen, 1918) - Solskinsbørnene (som William Green, fabrikant; instruktør A.W. Sandberg, 1919) - Stakkels Karin (so John Fork; instruktør Hjalmar Davidsen, 1919) - Republikaneren (som Statsadvokaten; instruktør Martinius Nielsen, 1923) |

### Som instruktør
- Magasinets Datter (1918) – medinstruktør med instruktør August Blom